# Rudice (kraj zliński)
Rudice – gmina w Czechach, w powiecie Uherské Hradiště, w kraju zlińskim. Według danych z dnia 1 stycznia 2012 liczyła 455 mieszkańców.
Zobacz też:
- Rudice